# Büttner-Werke

Aktie über 1000 RM der Büttner-Werke AG vom Juni 1942

Die Büttner-Werke AG war ein deutsches Maschinenbau-Unternehmen in der Rechtsform einer Aktiengesellschaft mit Sitz in Krefeld-Uerdingen, das Apparate und Anlagen zum Trocknen, Kalzinieren, Verbrennen, Kühlen und Zerkleinern der verschiedenen Materialien herstellte. Das Unternehmen existierte von 1920 bis 1970.

## Geschichte
1874 gründete August Büttner die Rheinische Röhrendampfkesselfabrik August Büttner & Co., die mit der Herstellung von Dampfkesseln begann. 1886 gründeten August Büttner und Dr. Carl Meyer das Unternehmen Büttner & Meyer, Maschinenfabrik für Trocknungsanlagen. Durch die Verschmelzung beider Unternehmen entstand 1903 die Rheinische Dampfkessel- und Maschinenfabrik Büttner & Co. GmbH. August Büttner starb 1919, im Jahr darauf wurde das Unternehmen unter der Firma Büttner-Werke AG in eine Aktiengesellschaft umgewandelt und in das Uerdinger Handelsregister eingetragen. Der Dampfkesselbau wurde 1929 eingestellt, man konzentrierte sich fortan auf trocknungstechnische Aufgaben aller Industriezweige. Während zuvor fast ausschließlich Trockner in Trommelform gebaut wurden, so erschloss nun die Entwicklung von neuen Trocknerbauarten weitere Absatzgebiete, vor allem in der Chemie und in der Landwirtschaft. Das Werk blieb im Zweiten Weltkrieg ohne größere Schäden und konnte bereits im Juli die Produktion wiederaufnehmen. 1959 wurde ein neues Verwaltungsgebäude in Uerdingen bezogen, 1964 gingen neuen Werkhallen in Betrieb. Im Jahr 1968 erwarb das Unternehmen Geschäftsanteile an der Maschinenfabrik Friedrich Haas GmbH & Co. KG in Remscheid-Lennep. Dadurch wurden die Arbeitsgebiete Vakuumtechnik sowie Textiltrocknung und -veredelung angegliedert. Durch Verschmelzung mit der Schilde AG (Bad Hersfeld) entstand mit Wirkung vom 8. Januar 1970 die Büttner-Schilde-Haas AG, die ab 1977 als Babcock-BSH firmierte.

### Nachfolger-Gesellschaft
Am 1. Mai 1995 gründete Babcock-BSH gemeinsam mit Siempelkamp als Joint-Venture die Büttner Gesellschaft für Trocknungs- und Umwelttechnik mbH, die sich mit der Herstellung von Trocknungsanlagen für die Holzwerkstoffindustrie beschäftigte und später komplett an Siempelkamp verkauft wurde. Seit Ende der 1990er Jahre bietet die Büttner Gesellschaft für Trocknungs- und Umwelttechnik mbH auch wieder Modifikationen und später Trockner und Gesamtanlagen für die Zuckerrübenschnitzelpelletierung an.
2012 erfolgte der Zusammenschluss mit der Siempelkamp Energy Systems SES seitdem firmiert das Unternehmen als Büttner Energie- und Trocknungstechnik GmbH.